# Anastassia Eristawi-Choschtaria

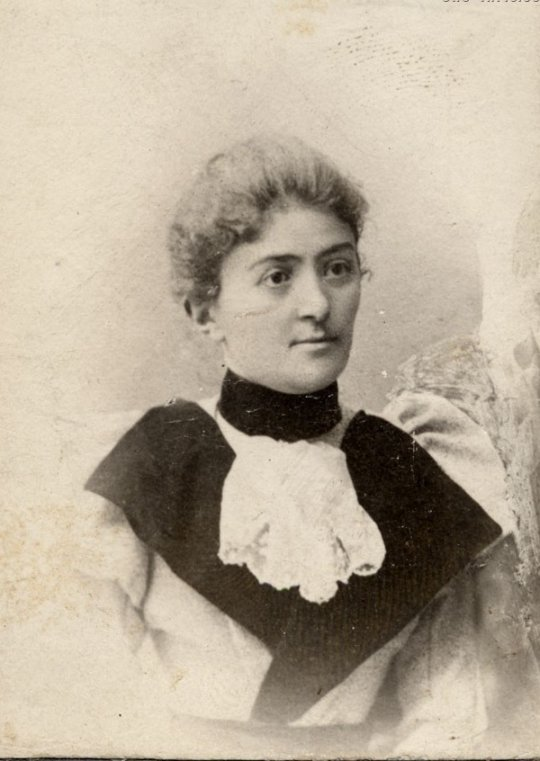
Anastassia Eristawi-Choschtaria

Anastassia Eristawi-Choschtaria (georgisch ანასტასია ერისთავი-ხოშტარია; * 3. Februarjul. / 15. Februar 1868greg. in Gori, Gubernija Tiflis, Russisches Kaiserreich; † 1. Mai 1951 in Tiflis, Georgische SSR, UdSSR) war eine georgische Schriftstellerin und Frauenrechtlerin.

## Leben
Eristawi-Choschtaria war aristokratischer Herkunft. Ihre literarischen Ambitionen sollen sich schon beim Besuch des 1881 eröffneten Progymnasiums von Gori gezeigt haben, wo sie von ihren Lehrern gefördert wurden. Nach dem Schulabschluss errichtete sie 1885 eine Schule für Bauernkinder im Dorf Pza (ფცა).
Auf Anregung und mit der Hilfe von Akaki Zereteli zog sie 1890 nach Tiflis. Dort lernte sie den Schriftsteller Dutu Megreli (eigentlich Dimitri Choschtaria, 1867–1938) kennen, den sie 1897 heiratete. Mit ihm lebte sie an wechselnden Orten (Jerewan, Kars, Nachitschewan).
Erst 1910 kehrte sie nach Gori zurück, wo sie 1913 an der Gründung der Frauengesellschaft Madilosan (მანდილოსანს) beteiligt war. Der Verein wollte bedürftige Frauen finanziell und ideell unterstützen und wollte Bildungseinrichtungen schaffen, scheiterte jedoch. Ab 1917 lebte das Ehepaar wieder in Tiflis.
Nach der Besetzung der Demokratischen Republik Georgien durch die Rote Armee Anfang 1921 veröffentlichte sie nur noch wenig, meist Versionen ihrer Werke, die ideologisch an die neue politische Situation angepasst waren.
Nach ihrem Tod wurde sie am Didube Pantheon, einem Tifliser Friedhof für bedeutende Schriftsteller, Künstler, Wissenschaftler und Politiker begraben. Ihr Nachlass wird vom Georgischen Nationalen Handschriftenzentrum aufbewahrt.

## Werk
Eristawi-Choschtaria begann ihre literarische Tätigkeit 1885 mit einer Übersetzung der ossetischen Legende Besso (ბესო). Neben ihren Romanen veröffentlichte sie auch Erzählungen und Kinderliteratur.
In ihren Romanen schilderte sie georgische Aristokratinnen, die mit den gesellschaftlichen Umwälzungen in der Mitte des 19. Jahrhunderts konfrontiert sind und für ihre Ideale gegenüber einer korrupten und charakterschwachen Umwelt einstehen müssen. Geschildert wird außerdem das georgische Dorfleben ihrer Zeit.
Eristawi-Choschtaria gilt als wichtigste Romancière der georgischen Literatur und als erste georgische Literatin, die eine weibliche Perspektive jenseits der Kinder- und Jugendliteratur einbrachte.
Eine vollständige dreibändige Sammlung ihrer Werke wurde zwischen 1952 und 1961 in georgischer Sprache veröffentlicht. Deutsche Übersetzungen ihrer Werke sind nicht bekannt.

## Werke
- მოლიპულ გზაზე (Molipul gsase ‘Auf einem rutschigen Weg’). 1897.
- ბედის ტრიალი (Bedis Triali ‘Das Spiel des Schicksals’). 1901.